# Pfarrhaus Westernach (Mindelheim)

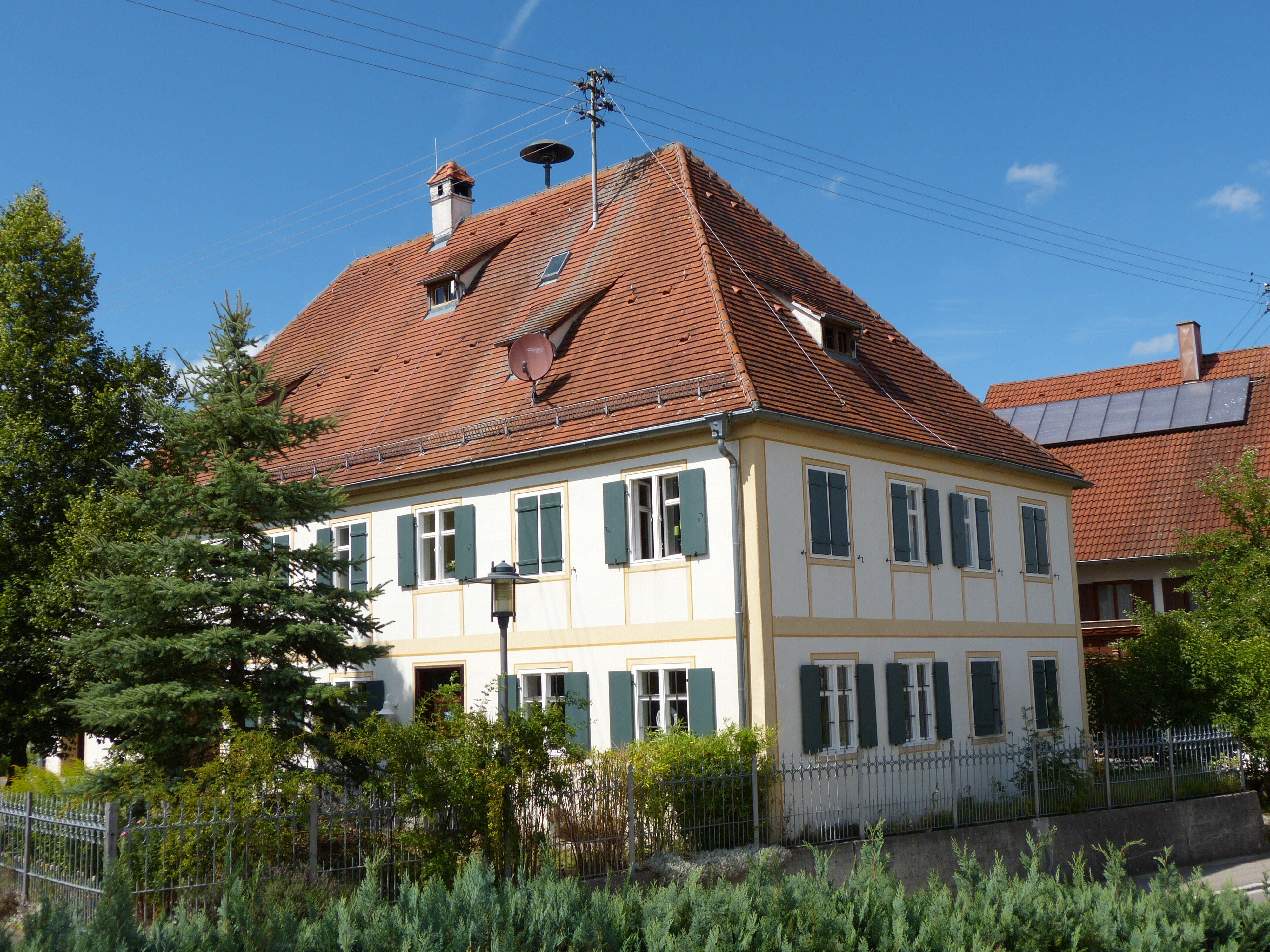
Ehemaliges Pfarrhaus in Westernach

Das Pfarrhaus in Westernach, einem Gemeindeteil von Mindelheim im Landkreis Unterallgäu im bayerischen Regierungsbezirk Schwaben, wurde 1775 errichtet. Das ehemalige Pfarrhaus an der Schwabenstraße 45, westlich der katholischen Pfarrkirche St. Andreas ist ein geschütztes Baudenkmal.  
Der zweigeschossige Walmdachbau mit Traufgesims besitzt fünf zu vier Fensterachsen. Im Inneren sind noch bauzeitliche Ausstattungsteile erhalten.